# (314) Rosalia
(314) Rosalia – planetoida z pasa głównego asteroid okrążająca Słońce w ciągu 5 lat i 216 dni w średniej odległości 3,15 j.a. Została odkryta 1 września 1891 roku w Observatoire de Nice w Nicei przez Auguste Charloisa. Pochodzenie nazwy planetoidy nie jest znane.